# Ines Donati
Ines Donati (8 de junio de 1900 en San Severino Marche - 3 de noviembre de 1924 en Matelica) fue una activista política y seguidora de la primera ola del movimiento fascista italiano.

## Edad temprana
Ines Donati era hija de David Donati, un zapatero, y Ludmilla Bertolli, una relojera. Fue descrita como una chica bajita con cabello oscuro. Fue seguidora nacionalista desde temprana edad, durante los años de la Primera Guerra Mundial, y llegó a ser conocida como "La Capitana" y "La Patriottica".
A los 18 años de edad, Donati se mudó a Roma para continuar su educación. Asistió a una escuela convento en Trastévere, donde estudió Bellas Artes. En Trastévere, se implicó en organizaciones de juventud populares tales como el Corpo Nazionale Giovani Esploratori ed Esploratrici Italiani (CNGEI, Cuerpo Nacional de Jóvenes italianos Scouts y Guías), similares a los exploradores y organizaciones de guidismo de chicas en países de habla inglesa. Ella también se unió a la Asociación Nacionalista italiana, y al Gruppo Giovanile Ruggero Fauro (Grupo de Juventud Ruggero Fauro) fundado por el nacionalista e irrdentista italiano Ruggero Timeus. Fue la única mujer miembro del grupo nacionalista italiano de Roma "Sempre Pronti" (Siempre Preparado).
Durante una huelga laboral en 1920 por los basureros en Roma, Donati fue una de las dos mujeres (la otra fue Maria Rygier) que se comprometió con la limpieza de las calles. También trabajó como transportista de correo y electricista durante este periodo.
Al año siguiente, durante la Elección General italiana de 1921, Donati participó en el servicio voluntario civil y creó propaganda para los candidatos nacionales Fascistas. El 18 de febrero de 1921, en el Caffè Aragno en Roma, cerca del Palazzo Montecitorio, el diputado del Partido Socialista italiano, Alceste Della Seta, fue golpeado, el segundo ataque que sufrió. El primer objetivo del ataque fue Nicola Bombacci, uno de los fundadores del Partido Comunista de Italia. Fue  arrestada y pasó un mes en prisión en relación con el ataque. El 31 de julio fue atacada por el grupo antifascista Arditi del Popolo en Trastévere, y pasó 20 días en un hospital a causa de ello. En 1921,  recibió lo que los Fascistas luego le llamarían "battesimo del fuoco" (bautismo de fuego) en Rávena, la ubicación de un congreso nacionalista; Luigi Federzoni le describió como "osada, levantada entre el silbido de las balas".

## Squadrismo y muerte
En 1922, a Donati se le diagnosticó tuberculosis, la cual era difícil de tratar en la época y normalmente causaba la muerte. La Marcha sobre Roma de Mussolini aquel año, vista como agarró al poder, instigó la Huelga General italiana por los adversarios al Fascismo. La huelga fue organizada por la Alleanza del Lavoro (un grupo de coalición laboral de 1922) así como Ancona. Tuvo un efecto destructivo en los servicios de trenes. El 2 de agosto, un tren descarriló en Osimo. Esto causó la muerte del bombero Attilio Forlani, quién era un veterano y seguidor Fascista, y muchos pasajeros quedaron heridos. Donati, a pesar de que estaba enferma, participó en acciones violentas contra los percusores el 5 de agosto. Con un grupo paramilitar, el squadrismo, nacionalistas, muchos provinientes de Italia Central, tuvieron éxito en ocupar la ciudad. Dos percusores fueron asesinados, Amilcare Biancheria y Giuseppe Morelli.
El 28 de septiembre, Donati participó en operaciones de rescate después de que una explosión de pólvora destruyera varias casas en Pitelli. Donati fue una de las pocas mujeres que se unió a la Marcha sobre Roma; después de lograr Ancona, y poseyendo dos pistolas,  tomó un tren a la capital, y conoció personalmente a Mussolini. En 1923, solicitó unirse a los paramilitares Camisas negras (Milicia Voluntaria para la Seguridad Nacional), creado ese año; el 4 de marzo, Mussolini respondió: "he conocido su fama durante mucho tiempo y conozco que es una italiana feroz, una fascista indomable".
En 1924, su salud se deterioró. Falleció de tuberculosis el 3 de noviembre, en Matelica, a la edad de 24 años, y fue proclamada mártir por los Fascistas. Algunos historiadores creen que sus últimas palabras fueron, "quise ser fuerte como un hombre, pero olvidé que soy una frágil mujer". La fundación Fascistase opuso de hecho al comportamiento positivo de Donati apoyando sus causas, desinhibición que podría "dañar la opinión pública del movimiento" Los Fascistas, según su mentalidad, creían que la mujer tendía que entregarse al hombre, en sujeción e su inferioridad, y prohibían cualquier actividad política para las mujeres.
Su reputación fue utilizada como propaganda por los Fascistas, y a petición de Achille Starace, el cuerpo de Donati fue exhumado el 23 de marzo de 1933, y se volvió a enterrar en el cementerio Capilla de Héroes en el Verano en Roma. Fue convertida un icono de juventud. En 1926, una clínica de salud en Matelica fue dedicada a ella.
El 17 de octubre de 1937, se le dedicó a Donati una estatua de bronce, diseñada por Rutilio Ceccolini y del escultor Luigi Gabrielli, en las proximidades de la plaza San Severino Marche. El discurso de presentación fue realizado por Wanda Bruschi, mujer de Raphael Gorjux y un fascista provincial importante. El trabajo fue eliminado por los partisans en 1944, y reconstruido en un conmemorativo a las víctivas de todas las guerras.